# 堤真一
堤真一（日语：／ Tsutsumi Shin'ichi，1964年7月7日—），日本男演員。出生於兵庫縣西宮市。SIS公司旗下藝人。血型為AB型，西宮市立濱甲子園中學、西宮市立西宮東高中畢業。身高178公分，體重62公斤。

## 略歷
- 高中畢業後，在朋友的慫恿之下，加入千葉真一主辦的（Japan Action Club）。擔任真田廣之的助理。參加坂東玉三郎的舞台劇「天守物語」的演出之後，立志要當一名演員。
- 退出（Japan Action Club）之後，廣泛活躍於電視劇、電影、舞台劇，多次參加TPT的作品演出，紮實地提升了演技，並主演了蜷川幸雄、野田秀樹等名家的作品。也常參與SABU所製作的電影。
- 經歷過演出NHK的大河單元劇，1996年富士電視台的連續劇「天使之愛（日语：ピュア (テレビドラマ)）」之後，在日本的知名度提高。2000年與松嶋菜菜子等人演出「大和拜金女」，知名度又再度提升，且穩固其超人氣實力派演員的地位。在2008年度演出電影「嫌疑犯x的獻身」，再度擔任數學家。

- 2005年的演出作品質與量為有始以來最高，演出了4部電影、富士電視台的連續劇「為愛向錢衝」及2部舞台劇。參與山崎貴所製作的電影「幸福的三丁目」，演出充滿熱情的老闆。人氣和實力兼具，橫掃各大男配角獎項。

## 個人生活
- 對升學沒有興趣，不想上學。要不是流淚的母親及當時的女朋友，他是打算休學的。不過還是有把高中學業完成。
- 也有不想當演員的時候，不過跟經紀公司說了之後還是繼續當。「我也沒有其他履歷，也沒其他事可做。沒有當演員以外的可能」
- 與電影「39刑法第39條」合演的鈴木京香謠傳結婚消息後不久即破局，除此之外也跟深津繪里、松雪泰子、小雪傳過緋聞。
- 與古田新太、小田切讓、八嶋智人、谷原章介頗有私交。
- 2013年3月，在個人官網宣布與圈外女友結婚。同年10月13日，妻子誕下一女[1]。

## 作品

### 電視劇
- 大河劇（NHK綜合）
  - 獨眼龍政宗（1987年）- 蘆名義廣
  - 武田信玄（1988年）- 武田義信
  - 宛如飛翔（1990年）- 矢崎八郎太
  - 八代將軍吉宗（1995年）- 德川吉通
  - 元祿繚亂（1999年）- 高田郡兵衛（日语：高田郡兵衛）
  - 武藏MUSASHI（2003年）- 本位田又八
  - 直衝青天（2021年）- 平岡円四郎（日语：平岡円四郎）
- 天使之愛（1996年1月8日 - 3月18日、富士電視台）- 沢渡徹
- 熱血醫生（1999年7月4日 - 9月19日、TBS）- 主演・麻生一真
- 浪花金融道5（1999年9月25日、富士電視台） - 肉欲棒太郎
- 大和拜金女（やまとなでしこ，2000年10月9日 - 12月18日、富士電視台） - 中原歐介
- 忠臣藏1／47（2001年12月28日、富士電視台）- 淺野内匠頭
- 愛的力量（恋ノチカラ，2002年1月10日 - 3月21日、富士電視台）- 貫井功太郎
- 午餐女王（ランチの女王，2002年7月1日 - 9月16日、富士電視台）- 鍋島健一郎
- 夢想飛行Good Luck（GOOD LUCK!!，2003年1月19日 - 3月23日、TBS）- 香田一樹
- 我們都是新鮮人（ビギナー，2003年10月6日 - 12月15日、富士電視台）- 桐原勇平
- 徳川綱吉（2004年12月28日、富士電視台）- 大石內藏助
- 為愛向錢衝（恋におちたら～僕の成功の秘密～，2005年4月14日 - 6月23日、富士電視台）- 高柳徹
- HERO 特別篇（2006年7月3日、富士電視台）- 津輕保
- 水手服與機關槍（2006年10月13日 - 11月24日、TBS）- 佐久間真
- SP特勤型男（2007年11月3日 - 2008年1月26日、富士電視台）- 尾形總一郎
- 鳶（2012年1月7日・14日、NHK）- 市川安男
- 再會（2012年12月8日、富士電視台）- 清原圭介
- 阿政（2014年9月29日 - 2015年3月28日、NHK）- 鴨居欣次郎
- 風險之神（2015年7月 - 9月、富士電視台）- 主演・西行寺智
- 勇者義彥和被引導的七人（2016年12月24日、東京電視台）- 天空魔王葛梭馬（聲音）
- 超級上班族左江內氏（2017年1月14日 - 3月18日、日本電視台）- 主演・左江内英雄
- 名片遊戲（2017年12月2日 - 23日、WOWOW）- 主演・神田達也
- 我是大哥大!! 最終話（2018年12月16日、日本電視台）- 冴輝組 組長
- 潛水艇卡佩利尼號的冒險（2022年1月3日、富士電視台）- 廣田正
- 妻子變成小學生。（2022年1月21日 - 3月25日、TBS）- 主演・新島圭介
- First Penguin!（2022年10月5日 - 12月7日、日本電視台）- 片岡洋
- 假裝我是美羽小姐（2023年10月16日 - 12月7日、NHK）- 八海崇
- 編舟記（2024年2月18日 - 4月21日、NHK BS・NHK BS Premium 4K）- 五十嵐十三
- 豈有此理（2024年4月17日 - 6月5日、MBS・TBS）- “穴”之教祖小澤
- 最終看到的街道（2024年9月21日、朝日電視台）- 小島敏夫
- 怪變（2025年 - 、NHK）- 雨清水傳[2]

### 電影
- 女殺油地獄（1992年） - 河內屋與兵衛
- 刑法第三十九條（1999年5月）- 主演・柴田真樹
- MONDAY（2000年） - 主演・高木光一
- DRIVE（2002年） - 主演・朝倉健一
- 卒業（2003年） - 主演・真山悟
- 鬼來電（2004年1月）- 山下弘
- 魔女潛艦（毀滅號 - 伊507，2005年3月）- 浅倉良橘
- 飛吧，爸爸，飛吧（2005年7月）- 鈴木一
- 姑獲鳥之夏（2005年7月）- 主演・中禪寺秋彥
- 永遠的三丁目的夕陽（2005年11月）- 鈴木則文
  - 永遠的三丁目的夕陽2（2007年11月）
  - 永遠的三丁目的夕陽 64年（2012年1月）
- 穿越時光的地鐵（2006年）- 主演・長谷部真次
- 舞妓哈哈哈（2007年6月）- 主演・内藤貴一郎
- 魍魉之匣（2007年12月）- 主演・中禪寺秋彥
- 山的你～徳市之戀（2008年5月）- 大村真太郎
- 超越巔峰 （2008年7月）- 主演・悠木和雅
- 嫌疑犯X的獻身（2008年10月）- 石神哲哉
- 蜉蝣峠（2010年2月）- 辻啓一郎
- 孤高的手術刀（孤高のメス、2010年6月）- 主演・當麻鐵彥
- SP特勤型男電影版 - 尾形總一郎
  - 野望篇（2010年10月）
  - 革命篇（2011年3月）
- 宇宙戰艦大和號（2010年12月）- 古代守
- 豐臣公主（プリンセス・トヨトミ，2011年5月）- 松平元
- 宇宙兄弟（2012年5月）- 星加正
- ライバル伝説～光と影～（2012年）- 旁白
- 我只是還沒有全力以赴（俺はまだ本気出してないだけ（日语：俺はまだ本気出してないだけ#映画），2013年6月）- 主演・大黒シズオ
- 地獄為何惡劣（2013年9月） - 池上純
- 土龍之歌（2014年2月）- 日浦匡也
  - 臥底型警之香港狂騷曲（2016年）
  - 臥底型警_FINAL（2021年）
- 神在峇里（2015年1月）- 主演・アニキ
- 投靠女與出走男（2015年5月）- 堀切屋三郎衛門
- 海街日記（2015年6月）- 椎名和也
- 日本最漫長的一天（2015年8月）- 迫水久常
- 海賊大亨（2016年12月）- 盛田辰郎
- 本能寺大飯店 （2017年1月）- 織田信長
- 鎌倉物語 （2017年12月）- 本田[需要消歧义]
- 銀魂2：規矩是為了被打破而存在的（2018年8月）- 松平片栗虎
- 哭泣的赤鬼（2019年）- 主演・小渕隆
- 決算！忠臣蔵（2019年）- 主演・大石內藏助
- 老豆死開一陣先（2020年3月）- 野畑計
- 希望（2020年10月）- 主演・石川一登
- 破碎的瞬間（2021年4月）
- 殺手寓言：殺手不殺人（2021年2月）- 宇津帆
- 吸吸吸吸吸血鬼（2025年7月）- 織田信長

### 動畫電影
- 鹿王 尤娜與約定之旅（2022年2月4日） - 巴恩

### 網路劇
- 銀魂2-世界奇妙銀魂醬-（2018年）- 松平片栗虎

### 遊戲
- 人中之龍7 光與闇的去向（2020年1月）-飾演澤城丈
- 人中之龍8（2024年）-飾演澤城丈

## 獎項
- 2005年 第30回報知電影賞 最佳男配角（《幸福的三丁目》，《飛吧，爸爸，飛吧》）
- 2005年 第18回日刊體育電影大賞 最佳男配角（《幸福的三丁目》，《飛吧，爸爸，飛吧》）
- 2005年 第48回藍絲帶獎 最佳男配角（《幸福的三丁目》，《飛吧，爸爸，飛吧》）
- 2005年 電影旬報 最佳男配角（《幸福的三丁目》，《飛吧，爸爸，飛吧》）
- 2005年 第20回高崎電影節 最佳男主角（《飛吧，爸爸，飛吧》）
- 2005年 第29回日本電影金像獎 最佳男配角（《再續幸福的三丁目》）
- 2008年 第33回報知電影賞 最佳男主角（《超越巔峰》，《嫌疑犯X的獻身》）
- 2010年 第65回每日電影獎 最佳男主角（《孤高的手術刀》）

## 外部連結
- 官方網站 （页面存档备份，存于）（日語）
- IMDB （页面存档备份，存于）